# Instrucciones de Ptahhotep
Las Instrucciones de Ptahhotep, Máximas de Ptahhotep o Enseñanzas de Ptahhotep son una colección de proverbios morales, obra de un administrador egipcio durante la quinta dinastía. Forman parte de los textos de la sabiduría, obras filosóficas que fueron los primeros textos de la literatura del Antiguo Egipto. Tienen la forma de consejos e instrucciones de un padre a su hijo, y las copias más antiguas que se conocen son de finales del primer período intermedio. Una de las copias, el Papiro Prisse, está guardada en la Biblioteca Nacional de Francia (París).  

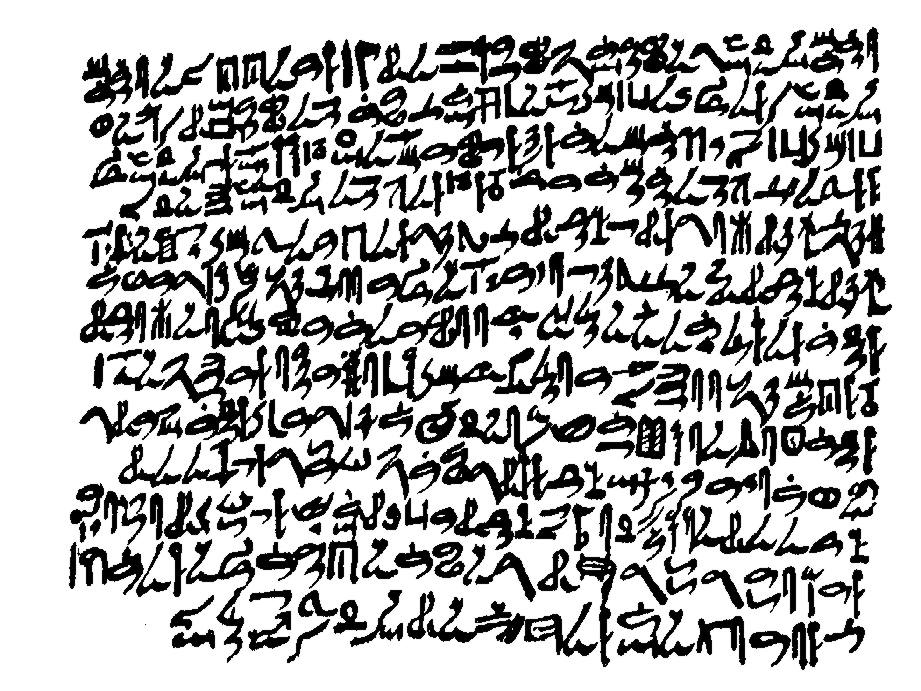
Parte del Papiro Prisse.

## Texto
Ptahhotep era visir de Dyedkara-Isesi y sus consejos fueron recopilados por su nieto, Ptahhotep Tshefi, usando la escritura hierática.
La obra comienza con una breve introducción de Ptahhotep Tshefi adjudicando la autoría a su abuelo, y luego sigue con las palabras de este, que explica que ha dedicado su vida a alcanzar la sabiduría, pero añade que nunca se llega al pleno conocimiento.

Pasan los años, ha llegado la vejez,
viene la fragilidad, la debilidad crece.
Uno duerme todo el día, como los niños.
Se enturbian los ojos, los oídos ensordecen.
Con el cansancio disminuye la fuerza,
la boca, silenciada, no habla,
el corazón, vacío, no recuerda el pasado,
duelen los huesos,
lo bueno es malo, se ha ido el gusto,
lo que los años le hacen a la gente
es malo en todos sentidos.

No te vanaglories de tu conocimiento,
ni te enorgullezcas porque eres un sabio.
Toma consejo del ignorante
del mismo modo que del sabio,
pues no se han alcanzado los límites del arte,
ni existe un artesano que haya adquirido su perfección.

Entre muchos consejos de comportamiento, Ptahhotep explica que para que el hombre sea justo debe ser capaz de controlarse, tanto ante los superiores como con los inferiores en rango. Y da consejos sobre cómo tratar ante camorristas o calumniadores: 

Observa la verdad y no la traspases,
que no se revele el desahogo del corazón.
No calumnies a gente alguna, grande o pequeña.
Es de lo que abomina el ka.

Da a entender que quien alcanza el conocimiento lo hace gracias a la energía de su ka, y conmina a su hijo a obedecer a sus superiores para alcanzar la prosperidad y  vida en el otro mundo, ya que el ka de cada hombre depende del ka del faraón. 

Inclina tu espalda a tu superior y a tu supervisor de la casa real,
tu casa permanecerá con sus bienes y tu recompensa estará en su lugar.
Es un miserable el hombre que se enfrenta a un superior.

Acaba dando las gracias al faraón por haberle concedido una larga vida (afirma tener 110 años), según él por haber cumplido todas esas máximas, que explica a su hijo y pide que trasmita a sus sucesores.

Muchas veces se hace referencia a Dios y la manera en la que todo está bajo su poder:
Las tramas de la gente no prevalecen.
El Mandato de Dios es lo que prevalece.

En otra ocasión:
Quien escucha es amado de Dios
Quien no escucha es odiado por Dios.
El corazón hace de su dueño uno que escucha, o uno que no escucha.
La Vida, la prosperidad, y la salud son el corazón de una persona.